# Cúc mốc
Cúc mốc hay còn gọi nguyệt bạch, ngọc phù dung (danh pháp khoa học: Crossostephium chinense) là một loài thực vật có hoa trong họ Cúc. 
Người Trung Quốc có nhiều tên gọi chỉ loài này; như 芙蓉菊 (phù dung cúc), 蕲艾 (kì ngải),千年艾 (thiên niên ngải), 芙蓉 (phù dung), 海芙蓉 (hải phù dung), 白芙蓉 (bạch phù dung), 玉芙蓉 (ngọc phù dung), 香菊 (hương cúc), 白香菊 (bạch hương cúc), 白石艾 (bạch thạch ngải), 白艾 (bạch ngải), 日本海芙蓉 (Nhật Bản hải phù dung).

## Lịch sử
Loài này được Carl Linnaeus mô tả khoa học đầu tiên năm 1753 dưới danh pháp Artemisia chinensis. Năm 1831, Christian Friedrich Lessing thiết lập chi mới Crossostephium và tách A. chinensis ra như là loài duy nhất của chi này, với danh pháp Crossostephium artemisioides.
Năm 1872, Carl Johann Maximowicz kiểm tra mẫu vật của C. artemisioides và theo ông thì nó thuộc về chi Tanacetum, với danh pháp chính xác là Tanacetum chinense, như đề xuất trước đó của Asa Gray. Năm 1906, Tomitarô Makino lại chuyển nó về chi Crossostephium, nhưng đổi danh pháp thành Crossostephium chinense mà không duy trì tên gọi C. artemisioides trước đó của Lessing.
Gần đây, một số tác giả cho rằng nó có quan hệ họ hàng gần với các loài Artemisia đặc hữu Hawaii như A. australis, A. kauaiensis và A. mauiensis và vị trí đúng của nó là nằm trong chi Artemisia.

## Từ nguyên
Tên chi Crossostephium có nguồn gốc từ 2 từ trong tiếng Hy Lạp là κροσσός (krossós), có nghĩa là quả/núm tua và στέφω (stéphō), có nghĩa là vương miện. Nó đề cập đến phần phụ giống như vương miện được tìm thấy trên quả của chi này. Tính từ định danh loài chinense có nghĩa là loài này đến từ Trung Quốc.

## Phân bố
Loài bản địa Campuchia, Đài Loan, Indonesia (đảo Java), Lào, Nhật Bản (bao gồm cả quần đảo Kazan và quần đảo Nansei), Philippines, Trung Quốc (trung nam, đông nam) và Việt Nam. Du nhập vào Thái Lan và Mauritius.

## Mô tả
Cây bụi thân gỗ sống lâu năm, cao không quá 30 cm, phân nhiều cành nhánh, với các cành mọc thẳng. Lá mập, hình thìa hoặc hình mác ngược, có kết cấu lông trắng mịn như nhung ở cả hai mặt. Các lá sắp xếp hình xoắn ốc và không cuống lá. Lá thường là nguyên hoặc 3 thùy, nhưng đôi khi 2 thùy hoặc xẻ trên 3 thùy. Thân gỗ, vỏ màu nâu nhạt. Không có lá ở phần dưới của thân gần gốc, nhưng mọc thành cụm dày dặc ở đầu cành. Hoa phức hợp tương tự như phần tâm màu vàng của hoa cúc. Mỗi “hoa” bao gồm nhiều hoa đĩa và một số hoa tia. Cụm hoa là một cành hoa với 1 trục chính nối trực tiếp với các hoa phức hợp có cuống ngắn. Quả nhỏ, hình trứng hoặc thuôn dài (tới 1,5 mm). Quả là loại quả bế, một loại quả khô không nứt, thường chỉ chứa 1 hạt. Ở vùng nhiệt đới, rất hiếm khi tạo quả.

## Môi trường sống
Trên các thành tạo đá vôi, rạn san hô nhô lên hoặc các khu vực dọc theo bờ biển, chẳng hạn như các khu rừng ven biển. Sinh sống tốt trên đất kiềm thoát nước tốt. Loài này thường không dễ bị sâu bệnh.

## Sử dụng
Có thể dùng làm thực phẩm (thảo mộc và gia vị).
Loài cây bụi này có lá màu bạc hấp dẫn. Các cụm lá 3 thùy dày đặc ở đầu cành tạo ra hình mẫu trang trí giống như hoa. Nó hòa hợp tốt với các loại cây có màu bạc khác. Ngoài ra, nó mang lại sự tương phản khi đặt bên cạnh các cây xanh. Nó cũng có thể được sử dụng như một cây trồng ở hàng rào.
Nó chứa một số chất ức chế enzym α-glucosidase nên có thể được sử dụng để điều trị bệnh tiểu đường. Các hợp chất khác có thể có tác dụng chữa bệnh là taraxerol, taraverone và taraxeryl acetate. Taraxerol có hiệu quả chống lại viêm nhiễm và các hợp chất gây ung thư ở chuột. Ở Đông Dương, các khối u được điều trị bằng cách đắp lá khô giã nát lên. Trong y học cổ truyền Đài Loan, loài cây này được sử dụng để điều trị ho, cảm cúm và nhiễm trùng khí quản, cũng như các trường hợp ngộ độc và đau khớp. Trong y học cổ truyền Việt Nam và Trung Quốc, nó cũng được sử dụng để điều trị ho, cũng như rối loạn kinh nguyệt.
Theo Phạm Hoàng Hộ (1999), tại Việt Nam nó được trồng làm cảnh hoặc dùng như trà; bổ, kiện vị, trị cảm mạo, ho, hượt và lợi kinh; đắp nơi sưng.

## Lưu ý
- Artemisia chinensis Pursh, 1813 = Artemisia stelleriana Besser, 1834[15]
- Artemisia chinensis Burm. ex DC., 1837 in 1838: Chưa xác định được là đề cập tới loài nào.[16]
- Artemisia chinensis Besser, 1841 = Artemisia lagocephala (Fisch. ex Bess.) DC., 1837 in 1838[17]